# Juan de Arona
Pedro Manuel Nicolás Paz Soldán y Unanue, más conocido como Juan de Arona (Lima, 29 de mayo de 1839-Lima, 5 de enero de 1895) fue un poeta, literato y periodista peruano, verdadero fundador de la lexicografía peruana con su Diccionario de peruanismos (1883-84). Satírico de las costumbres de sus contemporáneos y feroz crítico de otros escritores, fue reconocido por el humor y el criollismo de sus escritos. 
Fue también diplomático e historiador, así como traductor de Virgilio y Lucrecio y profesor de literatura y de griego en la Universidad Nacional Mayor de San Marcos. Su seudónimo de Juan de Arona evocaba el nombre de la hacienda que heredó de su abuelo materno José Hipólito Unanue y Pavón, ubicada en Cañete. Dicha hacienda azucarera parece que recibió ese nombre en alusión a la localidad española de Arona, que es un municipio de las Islas Canarias.

## Biografía
Fue hijo de Pedro Paz Soldán Ureta y de Francisca Unanue y de la Cuba. Su abuelo paterno era natural de Carrión de los Condes, en Castilla la Vieja mientras que su abuelo materno fue el médico peruano y prócer de la independencia José Hipólito Unanue y Pavón, de quien heredó además de la hacienda de San Juan de Arona, en el valle de Cañete, una espléndida biblioteca. De ahí tomó el sobrenombre de Juan de Arona. Era sobrino directo de José Gregorio Paz Soldán y Ureta, Mateo Paz Soldán y Ureta y Mariano Felipe Paz Soldán y Ureta. Su tío Mateo Paz Soldán y Ureta destacó también en el campo de erudición, con el primer gran estudio de la Geografía del Perú, que fue publicada en 1860 por otro de sus tíos, igualmente erudito, Mariano Felipe Paz Soldán y Ureta. 
Sus primeros estudios los realizó en el convictorio carolino, donde estudiaran los jovencitos más selectos del país, pero las convulsiones políticas de aquellos años hicieron que la familia se trasladase a Cañete, donde pudo nutrirse de provechosas lecturas, especialmente de los clásicos y aplicarse a sus traducciones latinas. “Fueron esos lozanos años sin duda –dice Villarán–, la más tranquila etapa de su existencia, al menos en su conjunto y en tanto que no lo agitaron las nostalgias y pesimismos.” .
En Cañete permaneció (salvo esporádicos viajes a Arequipa o Iquique), hasta que a los 18 años residió un año entero en la ciudad de Valparaíso, para embarcarse, en abril de 1859, para Europa en el más largo y provechoso de sus viajes, que siempre recordó por sus “inefables fruiciones e inagotables enseñanzas” (Villarán, p. 18). Llega a Londres y de ahí se dirige a París, para entrar por vía terrestre a España, visitando San Sebastián, Bilbao, Valladolid hasta llegar a Madrid en pleno mes de julio. Seis meses permaneció en España, visitando por encargo de Felipe Pardo y Aliaga a literatos reconocidos como Bretón de los Herreros y Ventura de la Vega, antiguos compañeros del colegio de San Mateo donde estudiara el inmortal creador del niño Goyito. Arona tiene entonces su primer contacto con la Real Academia Española. Bretón de los Herreros era Secretario de la Academia e impulsó la candidatura de don Felipe Pardo y Aliaga, quien fue nombrado en 1860 miembro correspondiente de la institución madrileña.
Luego de una regular estancia por tierras españolas, Arona seguirá un extenso periplo que lo llevará por Francia e Italia, desde donde parte hacia Egipto, para visitar Alejandría y El Cairo, y luego Damasco y Estambul hasta regresar pasando por Grecia a Italia y Francia, desde donde regresa nuevamente al Perú a inicios de 1863, año en que publica, justamente en París, su primer libro de poemas, con un título claramente romántico: “Ruinas”.
Justo en 1860, estando todavía en Londres, según él mismo declara, Arona empieza a idear una obra “sobre este ingrato tema de provincialismos”. En el joven Arona se aunaban “los recuerdos de la patria y la vivacidad de sentimientos”, tratándolo provisionalmente como “Galería de novedades filológicas”. También en ese viaje va pergeñando las poesías descriptivas que publicará en Lima en 1867 bajo el título Cuadros y episodios peruanos, donde defiende el uso de peruanismos aunque alguno le tache de “chabacano” y piense que el buen estilo consiste en introducir algún que otro flamante hispanismo “traído por los pelos de las orillas del Manzanares”. Al final del libro incluye un índice de los “términos peruanos” contenidos en el libro, con una advertencia que ya declara su intención de publicar un repertorio lexicográfico completo, que no vería la luz hasta 1882.
Arona, hombre de carácter atrabiliario y díscolo por naturaleza, siempre mostró interés y preocupación por los temas del lenguaje. En uno de sus numerosísimos poemas satíricos, destila una buena proporción de amargura con respecto a la situación en que se encontraba, según él, el idioma.

## ElDiccionario de peruanismos
El diccionario alemán / Es ejército de Moltke, / Sin un vocablo holgazán; / En el nuestro, a miles van / Los llevados a remolque. / Así pues, aunque se aflija / Nuestra corporación regia, / La lengua que ella prohija, / Y a que da esplendor y fija, / Está enferma de hemiplejia..
Juan de Arona, Poesías completas

Arona cumple a cabalidad ese perfil descrito por Ricardo Palma acerca de aquellos americanos “de la generación que se va” que vivían “enamorados de la lengua de Castilla” y eran “más papistas que el papa, si cabe en cuestión de idioma la frase”, por “la manía que tenemos por la pureza del idioma”.
En sus Cuadros y episodios peruanos ofrece por primera vez su concepción de peruanismo: "Entiendo por término peruano o peruanismo no sólo aquellas voces que realmente lo son, por ser derivadas del quechua o corrompidas del español, o inventadas por los criollos con el auxilio de la lengua castellana, sino también aquellas que, aunque muy castizas, aluden a objetos o costumbres tan generales entre nosotros y tan poco comunes en España que nos las podemos apropiar y llamarlas peruanismos como si no estuvieran en el Diccionario de la Academia Española." 
El diccionario anunciado tomará su tiempo, mientras tanto Arona irá publicando algunas muestras en periódicos limeños a fines de 1871 y principios de 1872, confesando que aunque han pasado más de veinte años desde su inicio hasta su publicación definitiva, su obra salía incompleta en relación con trabajos “quizá menos madurados”, refiriéndose a los de Rufino José Cuervo y de Zorobabel Rodríguez. Con la intemperancia que le caracterizaba, Arona arremete entonces contra los “provincialógrafos” de la América española que solamente acumulan vocablos y expresiones. Su obra no se ocupa, en realidad, de todos los peruanismos que había indicado en sus Cuadros y episodios peruanos, puesto que hay términos como aromo y frutilla que no son incluidos en el repertorio. Arona se justifica declarando ufano, finalmente, que él sólo presta atención por los peruanismos desconocidos y recónditos, puesto que:
“Lo demás es cuestión de mero vocabulario, que puede ser registrado por cualquier aficionado.” 
Su diccionario es, según Carrión Ordóñez, más bien un conjunto de cuadros literarios que una verdadera colección lexicográfica, si bien abunda la información filológica y es innegable que fue un precursor en la recopilación y el análisis de los americanismos y en el comentario metalexicográfico de las obras de sus contemporáneos.

## Obras literarias e historiográficas
Cuando regresa a Cañete, recién había amainado la producción de obras teatrales de Manuel Nicolás Corpancho (que muere en un naufragio en México) y otros escritores románticos. Aunque Arona tuvo una formación de tono clasicista, se integra en el movimiento romántico con poemas llenos de dolor y desesperación, aunque en verdad, como señala Jorge Villarán, no tenía razones para ello, cuando su vida se desenvolvía al aire libre “entre vegetación sonriente, atmósfera pura, un hogar feliz, holganza económica” (p. 40). Se casa en 1867 con Cipriana Valle-Riestra y dos años después publica el semanario “Saeta”, que sólo duró dos meses. Estrena en el Teatro Principal de Lima “Más menos y ni más ni menos”, juguete cómico en un acto y en verso. Colabora en revistas literarias y sigue escribiendo poesía copiosamente. Ejerce mientras tanto de profesor de literatura en el colegio de Guadalupe y en la Facultad de Letras de San Marcos, enseñando también latín y griego. Con una numerosa familia que mantener y dificultades en el manejo de la hacienda (que finalmente pierde para afrontar una serie de deudas impagables), ingresa en el cuerpo diplomático del Ministerio de Relaciones Exteriores. En 1879 era Encargado de Negocios en Chile cuando estalló el conflicto. Luego es comisionado a Buenos Aires, donde empieza a editar, en 1882, su Diccionario de peruanismos, que completa en Lima al año siguiente. Sigue escribiendo poemas diversos mientras las desgracias culminan en la muerte de su esposa, en 1886.

## Miembro de la primeraAcademia Peruana de la Lengua
“La agresividad de su carácter aumentó con el tiempo”, señala Villarán (p.47), y ciertamente los infortunios y desengaños agriaron sus últimos años hasta ofuscarlo “llegando a cometer indudables desaciertos”. En 1887 se inauguró la Academia Peruana correspondiente de la española, pero Arona se negaba a participar hasta que no se borrasen los términos de dicha “correspondencia”. Su primer director será Francisco García Calderón a pesar de que el propio Ricardo Palma deseaba que lo fuera monseñor José Antonio Roca y Boloña. Pero es que Arona no perdonaba que en un concurso literario Monseñor había considerado un poema suyo en segundo lugar, declarando desierto el primer premio. En sus últimos tiempos, no amainaron sus ataques a adversarios políticos y literarios, vapuleando a Palma, a Matto de Turner y a otros, hasta su muerte el 5 de enero de 1895. Hasta su mayor mentor no puede negar “la belicosidad de su temperamento”, aunque lo justifica también por “el sopor y la envidia que por todos lados halló” (p. 49), encontrando en Arona un indudable “valor moral” por su independencia y su lealtad “a los dictados de su conciencia” (Villarán, 48 y 49).

## Valor de su obra
Ventura García Calderón afirmaba no saber qué condiciones le faltaron a su espíritu dotado admirablemente para ser el gran literato que no ha sido” (citado por Villarán, p. 99). El propio Arona se mostraba a menudo desconfiado de su propio valer, pues ya en 1869 confiesa ser “mal poeta”. Y en el prólogo de sus Páginas diplomáticas (1891) deplora:
“Las Geórgicas se quedaron en el libro primero, el Diccionario y la Inmigración no han pasado ni pasarán de la primera edición y la proyectada historia diplomática fue reducida a cuadros o páginas”.
Arona fue un autor mediocre y llega incluso a culpar al público de sus propios defectos porque en lugar de fomentar o proteger a los escritores “lo que desea es hallárselo todo hecho”. Alberto Tauro del Pino lo retrata “leal a la verdad, en cuanto se refiriera al país y sus gentes”, destacando su “hondo nacionalismo”. Villarán lo compara con Larra y termina resaltando su vena satírica, que sobresale en los años de madurez en su periódico El Chispazo (1891-1893):
“Arona critica caricaturizando, de allí su humorismo y crítica castigando, su sátira. Satírico por naturaleza con esa reconocida aptitud limeña para la sátira que han hecho de ella un conjunto sin duda el más genuino de nuestros géneros literarios oculta en ella con frecuencia bajo apariencia festiva toda su intensa ebullición patriótica.” (p. 98) Y así el escritor romántico hacía gala de ese “patriotismo de las palabras” del que hablaba Manuel Atanasio Fuentes en 1866, que consistía primero de todo “en refunfuñar, sotto voce, del estado de las cosas”.
Sin duda su obra más importante, además de sus aportes historiográficos, es su Diccionario de peruanismos, no solo por recoger un interesante vocabulario, sino por haber bosquejado un primer análisis metalexicográfico en el ámbito del español americano.

## Obras
Poesía
- Ruinas. Paris, 1863.
- Ensayos poéticos, 1850

- La Matrona de Éfeso, 1872
- Canción de los bomberos de Lima, 1866
- Los Médanos. Poema pentasílabo. Lima, 1869. Segunda edición en 1883.
- Sonetos y Chipazos, 1885
- Canto a Lesseps, 1886
- La venganza de la muerte (Poema filosófico), 1886
- Las sombras inmortales de la patria, 1890
- Poesías completas. Edición de Estuardo Núñez. Lima, Academia Peruana de la Lengua, 1976.

Ensayos y crítica
- Estudios Literarios, 1867
- La España tetuánica y la pinzonada, 1867
- La inmigración en el Perú, 1891, Academia Diplomática del Perú, 1971
- Cuadros y episodios peruanos. Lima, Imprenta de M. Noriega, 1867.
- Vivir es defenderse. Dificultades de Basilio a través de la vida limeña y Diario de un pensador. Lima, 1884.
- Memorias de un viajero peruano: apuntes y recuerdos de Europa y Oriente (1859-1863). Lima: Biblioteca Nacional del Perú, 1971.

Teatro
- El intrigante castigado. Comedia de costumbres. Original y en verso, escrita en dos actos, Lima, 1867.
- Más, menos, y ni más ni menos. Juguete cómico en un acto y en verso. Lima, 1970.
- Los Rotonautas. Lima, 1880.

Varios
- Páginas diplomáticas del Perú. Lima, 1891. Edición y selección de Estuardo Núñez. Lima, Academia Diplomática del Perú, 1968.
- Diccionario de peruanismos. Buenos Aires, 1882 - Lima, 1883. Edición de Estuardo Núñez, Lima, Peisa, 1974 (facsímil de la edición de Ventura García Calderón de 1937).
- La Línea de Chorrillos: Descripción de Los Tres Principales Balnearios Marítimos que rodean a Lima...,1894.

Traducciones
- Virgilio, Geórgicas, 1867
- Poesía latina, Traducciones, 1883

Colaboraciones
- El Chispazo periódico aparecido entre octubre de 1891 y junio de 1893.